# Giovanni Battista Gentile Pignolo
Giovanni Battista Gentile Pignolo (né en 1525 à Gênes et mort en 1595 dans la même ville) est le soixante-onzième doge de Gênes du 19 octobre 1577 au 19 octobre 1579.